# Cody Wallace
Cody Layne Wallace (født 26. november 1984 i Cuevo, Texas, USA) er en amerikansk footballspiller, der spiller i NFL som center for Pittsburgh Steelers. Han blev draftet til ligaen i 2008 af San Francisco 49ers.

## Klubber
- San Francisco 49ers (2008–2009)
- Houston Texans (2011)
- Tampa Bay Buccaneers (2012)
- Pittsburgh Steelers (2013–)